# 圣亚德伯教堂 (捷克布杰约维采)

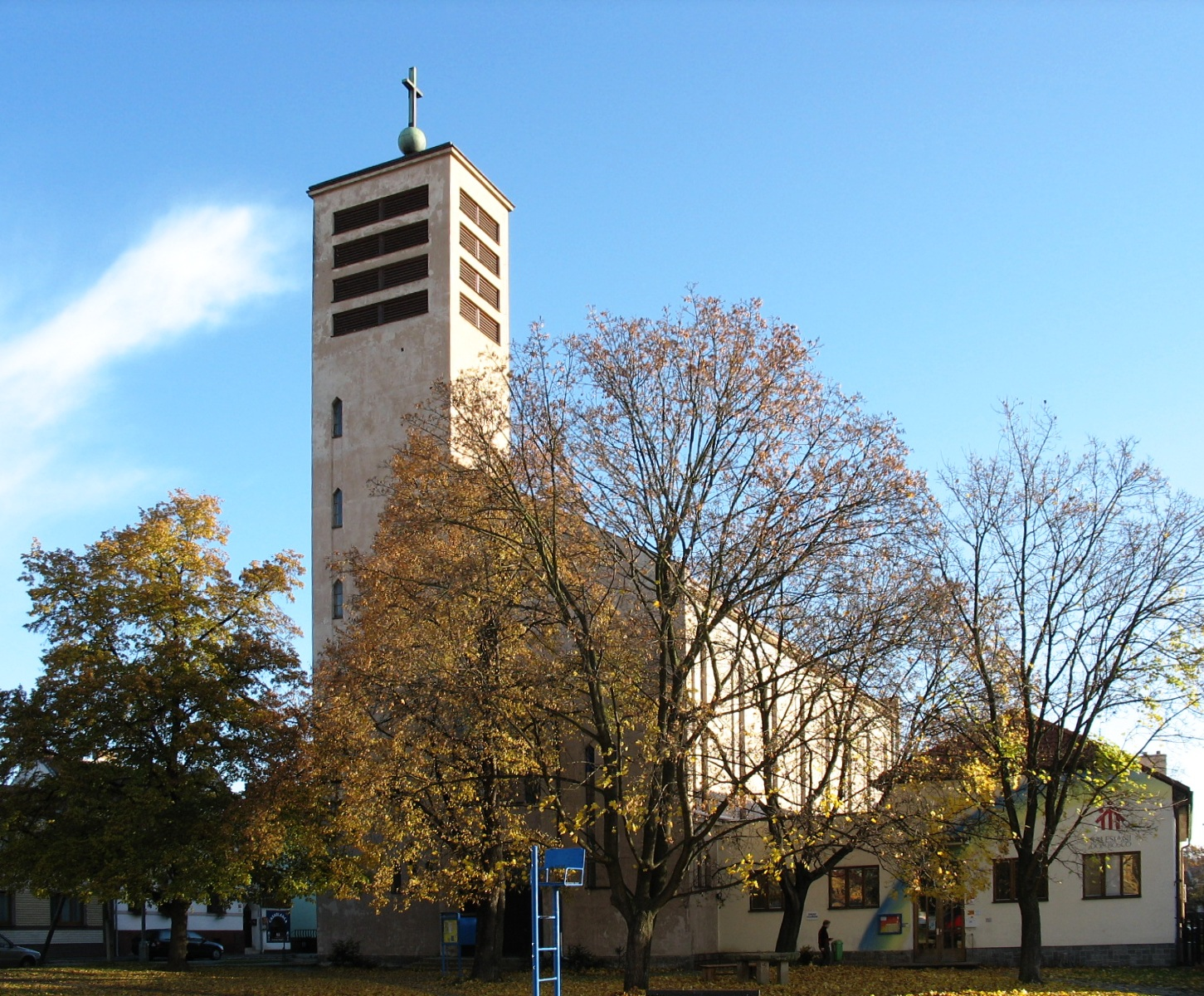
西侧

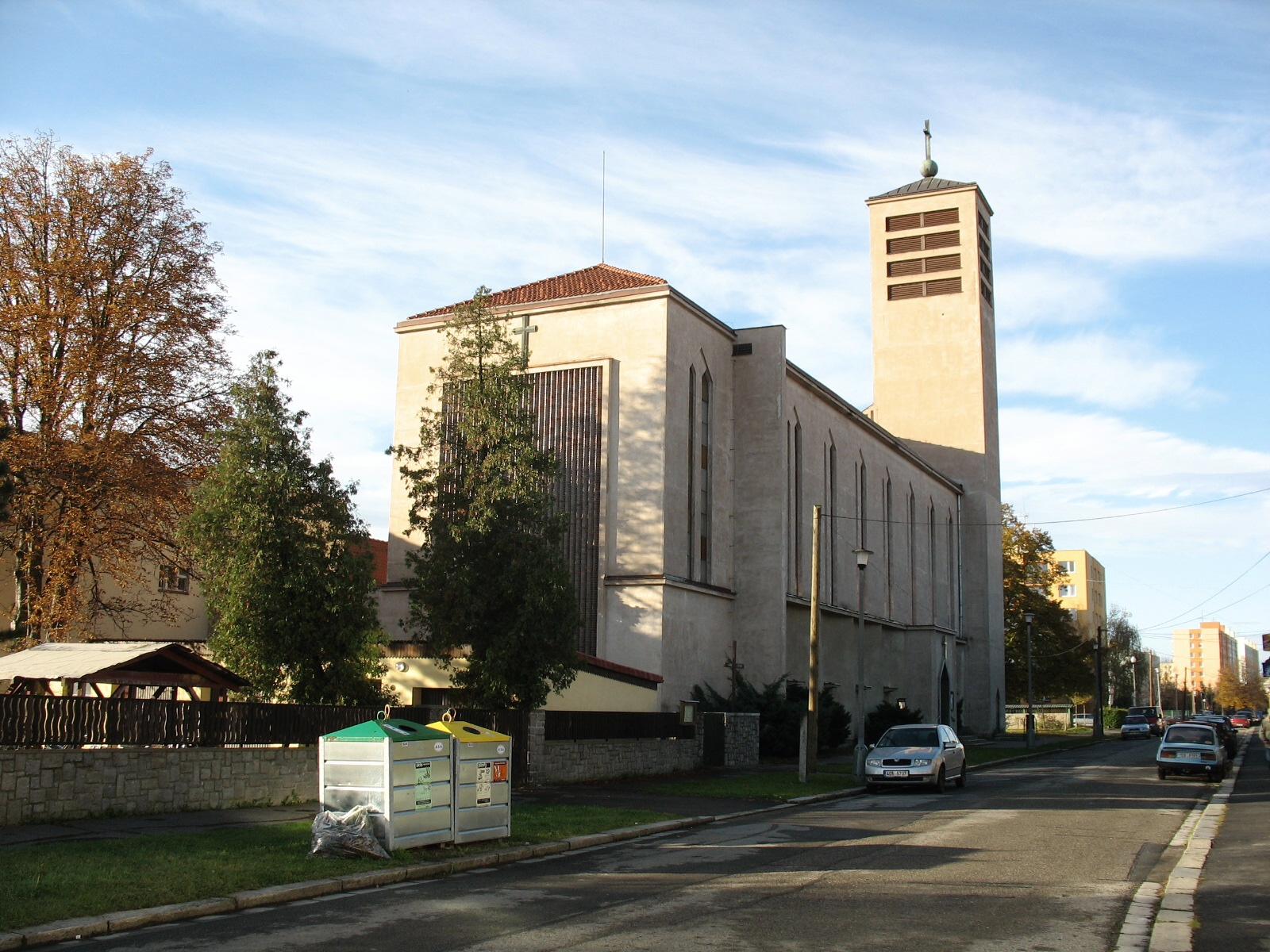
东侧

圣亚德伯教堂（捷克語：Farní kostel svatého Vojtěcha），位于捷克布杰约维采的艾美·德斯丁街 ulice Emy Destinové，靠近南波希米亚大学校园和捷克科学院。
教堂建于1938年–1939年，由布拉格建筑师雅罗斯拉夫·瑟马克设计。这是一个纵向教堂，钟楼设置非对称，前墙是一个巨大的木制十字架，以及木雕布拉格的圣亚德伯和普鲁士战士，雕塑家是雕刻约瑟夫·维特克。
该堂是圣亚德伯本堂区的中心，这个本堂区成立于1990年，包括捷克布杰约维采市伏尔塔瓦河左岸的部分。本堂区由慈幼会管理，设有慈幼青年中心。除星期一外每天都举行弥撒。